# Achille Bocchi
Achille Bocchi, italijanski pisatelj, humanist in pravnik, * 1488, Bologna  † 6. november 1562, Bologna.